# Gouvernement Abe I
État du Japon
89e cabinet
(Jun'ichirō Koizumi) 91e cabinet
(Yasuo Fukuda)
Le gouvernement Abe I (第1次安倍内閣, dai-ichi-ji Abe naikaku) est le 90e cabinet (第90代内閣, dai-kyū-jū-dai naikaku) de l'empire du Japon, nommé le 26 septembre 2006 par le nouveau Premier ministre Shinzō Abe et officiellement investi par l'empereur dès le lendemain. Sur les 18 membres de ce cabinet, seulement 2 faisaient déjà partie du précédent gouvernement du Premier ministre Jun'ichirō Koizumi (Shinzō Abe lui-même et Tarō Asō).
Un important remaniement ministériel, 12 ministres sur 17 faisant alors leur entrée dans le gouvernement, a été décidé le 27 août 2007 par le Premier ministre comme un ultime recours pour couper court à son impopularité et comme réponse à l'échec du PLD lors du renouvellement de la moitié des membres de la Chambre des conseillers, désormais contrôlée par l'opposition. Shinzō Abe décide finalement de démissionner le 1er septembre 2007, et son gouvernement prend donc fin le 25 septembre 2007 au profit du 91e cabinet du Japon dirigé par Yasuo Fukuda.

## Composition

### Premier ministre
| Fonction         | Personnalité | Parti | Faction     | Diète        | Circonscription                       |
| ---------------- | ------------ | ----- | ----------- | ------------ | ------------------------------------- |
| Premier ministre | Shinzō Abe   | PLD   | (Machimura) | Représentant | Préfecture de Yamaguchi (4e district) |

### Ministres d'État(du26 septembre 2006au27 août 2007)
Les ministres maintenus à leur poste sont indiqués en gras, et ceux déjà présents dans le précédent gouvernement mais ayant changé d'attribution en italique.

#### Ministres, chefs d'un ministère
| Fonction | Personnalité | Parti   | Faction                          | Diète                                           | Circonscription                                         |
| --- | --- | ------- | -------------------------------- | ----------------------------------------------- | ------------------------------------------------------- |
| Ministre des Affaires intérieures et des Communications également chargé de la Décentralisation et de la Privatisation de la Poste | Yoshihide Suga | PLD     | Koga                             | Représentant                                    | Kanagawa (2e district)                                  |
| Ministre de la Justice | Jin’en Nagase | PLD     | Machimura                        | Représentant                                    | Toyama (1er district)                                   |
| Ministre des Affaires étrangères                                                                                                   | Tarō Asō | PLD     | Asō                              | Représentant                                    | Fukuoka (8e district)                                   |
| Ministre des Finances | Kōji Omi | PLD     | Machimura                        | Représentant                                    | Kantō (proportionnelle)                                 |
| Ministre de l'Éducation, de la Culture, des Sports, des Sciences et de la Technologie                                              | Bunmei Ibuki | PLD     | Ibuki                            | Représentant                                    | Kyoto (1er district)                                    |
| Ministre de la Santé, du Travail et des Affaires sociales                                                                          | Hakuo Yanagisawa | PLD     | Koga                             | Représentant                                    | Shizuoka (3e district)                                  |
| Ministre de l'Agriculture, des Forêts et de la Pêche                                                                               | Toshikatsu Matsuoka (décès 28/05/2007) Masatoshi Wakabayashi (intérim 28/05-01/06/2007) Norihiko Akagi (01/06-01/08/2007) Masatoshi Wakabayashi (intérim à partir du 01/08/2007) | PLD     | Ibuki Machimura Kōmura Machimura | Représentant Conseiller Représentant Conseiller | Kumamoto (3e dist) Nagano Ibaraki (1er district) Nagano |
| Ministre de l'Économie, du Commerce et de l'Industrie                                                                              | Akira Amari | PLD     | Yamasaki                         | Représentant                                    | Kanagawa (13e district)                                 |
| Ministre du Territoire, des Infrastructures et des Transports également ministre au Tourisme et aux Affaires maritimes             | Tetsuzō Fuyushiba | Kōmeitō | -                                | Représentant                                    | Hyōgo (8e district)                                     |
| Ministre de l'Environnement également chargé des Problèmes environnementaux mondiaux                                               | Masatoshi Wakabayashi | PLD     | Machimura                        | Conseiller                                      | Nagano                                                  |
| Directeur de l'Agence de Défense du Japon (jusqu'au 9 janvier 2007) puis Ministre de la Défense                                    | Fumio Kyūma (démission 04/07/2007) Yuriko Koike (à partir du 04/07/2007) | PLD     | Tsushima Machimura               | Représentants                                   | Nagasaki (2e district) Tokyo (10e district)             |

#### Chef du secrétariat et du bureau du Cabinet
| Fonction                      | Personnalité      | Parti | Faction | Diète        | Circonscription      |
| ----------------------------- | ----------------- | ----- | ------- | ------------ | -------------------- |
| Secrétaire général du Cabinet | Yasuhisa Shiozaki | PLD   | Koga    | Représentant | Ehime (1er district) |

#### Ministres d'État ne dirigeant pas un ministère
| Fonction | Personnalité                                                                     | Parti | Faction    | Diète         | Circonscription                            |
| --- | -------------------------------------------------------------------------------- | ----- | ---------- | ------------- | ------------------------------------------ |
| Ministre d'État, Président de la Commission nationale de sécurité publique également chargé de la Gestion des catastrophes                                                               | Kensei Mizote                                                                    | PLD   | Koga       | Conseiller    | Hiroshima                                  |
| Ministre d'État pour Okinawa et les Territoires du Nord, la Politique scientifique et technologique, l'Innovation, l'Égalité des sexes, les Affaires sociales et la Sécurité alimentaire | Sanae Takaichi                                                                   | PLD   | Machimura  | Représentant  | Nara (2e district)                         |
| Ministre d'État pour les Services financiers | Yūji Yamamoto                                                                    | PLD   | Kōmura     | Représentant  | Kōchi (3e district)                        |
| Ministre d'État pour la Politique économique et fiscale | Hiroko Ōta                                                                       | -     | -          | -             | -                                          |
| Ministre d'État pour la Réforme réglementaire | Gen’ichirō Sata (démission 28/12/2006) Yoshimi Watanabe (à partir du 28/12/2006) | PLD   | Tsushima - | Représentants | Gunma (1er district) Tochigi (3e district) |

### Remaniement du27 août 2007
Les ministres maintenus à leur poste sont indiqués en gras, et ceux déjà présents dans le précédent gouvernement mais ayant changé d'attribution en italique.

#### Ministres, chefs d'un ministère
| fonction | Personnalité | Parti   | Faction            | Diète                    | Circonscription                                       |
| --- | --- | ------- | ------------------ | ------------------------ | ----------------------------------------------------- |
| Ministre des Affaires intérieures et des Communications également chargé de la Décentralisation, de la Correction des disparités régionales, du Gouvernement régional et de la Privatisation de la Poste | Hiroya Masuda | -       | -                  | -                        | -                                                     |
| Ministre de la Justice | Kunio Hatoyama | PLD     | Tsushima           | Représentant             | Fukuoka (6e district)                                 |
| Ministre des Affaires étrangères | Nobutaka Machimura | PLD     | Machimura          | Représentant             | Hokkaidō (5e district)                                |
| Ministre des Finances | Fukushirō Nukaga | PLD     | Tsushima           | Représentant             | Ibaraki (2e district)                                 |
| Ministre de l'Éducation, de la Culture, des Sports, des Sciences et de la Technologie | Bunmei Ibuki | PLD     | Ibuki              | Représentant             | Kyoto (1er district)                                  |
| Ministre de la Santé, du Travail et des Affaires sociales | Yōichi Masuzoe | PLD     | -                  | Conseiller               | Proportionnelle nationale                             |
| Ministre de l'Agriculture, des Forêts et de la Pêche | Takehiko Endō (démission 03/09/2007) Akira Amari (intérim 03-04/09/2007) Masatoshi Wakabayashi (à partir du 04/09/2007) | PLD     | Yamasaki Machimura | Représentants Conseiller | Yamagata (2e district) Kanagawa (13e district) Nagano |
| Ministre de l'Économie, du Commerce et de l'Industrie | Akira Amari | PLD     | Yamasaki           | Représentant             | Kanagawa (13e district)                               |
| Ministre du Territoire, des Infrastructures et des Transports également ministre au Tourisme et aux Affaires maritimes                                                                                   | Tetsuzō Fuyushiba | Kōmeitō | -                  | Représentant             | Hyōgo (8e district)                                   |
| Ministre de l'Environnement également chargé des Problèmes environnementaux mondiaux | Ichirō Kamoshita | PLD     | Tsushima           | Représentant             | Tokyo (13e district)                                  |
| Ministre de la Défense | Masahiko Kōmura | PLD     | Kōmura             | Représentant             | Yamaguchi (1er district)                              |

#### Chef du secrétariat et du bureau du Cabinet
| fonction                                                                   | Personnalité | Parti | Faction | Diète        | Circonscription      |
| -------------------------------------------------------------------------- | ------------ | ----- | ------- | ------------ | -------------------- |
| Secrétaire général du Cabinet également chargé du Problème des enlèvements | Kaoru Yosano | PLD   | -       | Représentant | Tokyo (1er district) |

#### Ministres d'État ne dirigeant pas un ministère
| fonction | Personnalité     | Parti | Faction | Diète         | Circonscription           |
| --- | ---------------- | ----- | ------- | ------------- | ------------------------- |
| Ministre d'État, Président de la Commission nationale de sécurité publique également chargé de la Gestion des catastrophes et de la Sécurité alimentaire                                                    | Shin’ya Izumi    | PLD   | Nikai   | Conseiller    | Proportionnelle nationale |
| Ministre d'État pour Okinawa et les Territoires du Nord, la Politique de qualité de la vie, la Politique scientifique et technologique, de l'Initiative « Challenge Aganin » et de la Réforme réglementaire | Fumio Kishida    | PLD   | Koga    | Représentant  | Hiroshima (1er district)  |
| Ministre d'État pour les Services financiers et la Réforme administrative | Yoshimi Watanabe | PLD   | -       | Représentant  | Tochigi (3e district)     |
| Ministre d'État pour la Politique économique et fiscale | Hiroko Ōta       | -     | -       | -             | -                         |
| Ministre d'État pour l'Égalité des sexes et les Affaires sociales | Yōko Kamikawa    | PLD   | Koga    | Représentante | Shizuoka (1er district)   |